# Poczta w Złotym Stoku
Poczta w Złotym Stoku − budynek poczty w Złotym Stoku wybudowany w 1903 roku.

## Historia
Budynek wzniesiono w 1903 roku przy udziale ówczesnego właściciela cegielni na Kolonii Kasprowicza Carla Use'a. Poczta zaczęła tu działać w 1904 roku przeniesiona z budynku znajdującego się na ul. Wojska Polskiego. Wpływ na to miał fakt, że poczta znajdowała się w niewielkiej odległości od stacji kolejowej.